# Ирландско-исландские отношения
Ирландско-исландские отношения — двусторонние дипломатические отношения между Ирландией и Исландией.

## История
Первые контакты между территориями современных стран были зафиксированы с 700-х по 800-е годы, когда ирландские монахи впервые прибыли в Исландию (став, судя по всему, её первооткрывателями), упоминания об это есть в книгах средневекового монаха и географа Дикуила. Когда норвежские исследователи прибыли в Исландию, они встретили там ирландских монахов, которых они называли «папар» (отец) из-за религиозных книг, которые они имели на острове. Затем прибыли норвежские колонисты и многие из ирландских монахов покинули Исландию, так как не хотели жить в стране язычников. В течение следующих столетий в Исландию прибывали норвежские исследователи и привозили с собой ирландских женщин и рабов, что сказалось на этнической составляющей нынешнего населения Исландии.
Во время Второй мировой войны Исландия (в те годы часть Королевства Дания) и Ирландия заняли позицию нейтралитета. В июне 1944 года Исландия обрела независимость от Дании. 11 марта 1948 года Исландия и Ирландия установили официальные дипломатические отношения. В 1960 году Исландия присоединилась к Европейской ассоциации свободной торговли, а Ирландия присоединилась к Европейскому союзу в 1973 году. В 2003 году страны подписали соглашение об избежании двойного налогообложения. В 2008 году в Исландии начался финансовый кризис, что сильно затронуло обе страны. Рейкьявик начал изучать вопрос по вступлению в Европейский союз, однако Ирландия высказала опасения по поводу того, что Исландия вылавливает рыбы намного больше, чем ирландцы. В 2009 году Исландия подала заявку на вступление в Европейский союз, но в 2013 году переговоры между сторонами были заморожены.

## Торговля
Обе страны входят в Европейский единый рынок: Исландия как член Европейской ассоциации свободной торговли, а Ирландия как полноправный член Европейского союза. В 2015 году объём товарооборота между Исландией и Европейским союзом составил сумму 5,7 млрд. евро.

## Дипломатические представительства
- Интересы Ирландии в Исландии представляет посольство страны в датском городе Копенгагене[10].
- Исландия реализует свои интересы в Ирландии через посольство в британском городе Лондоне[11].